# Luciano Gómez
Luciano Gómez (Corrientes, 22 marzo 1996) è un calciatore argentino, centrocampista dell'Independiente Rivadavia in prestito dall'Argentinos Juniors.

## Caratteristiche tecniche
È un centrocampista centrale.

## Carriera
Cresciuto nelle giovanili del Banfield, ha esordito il 12 febbraio 2016 in occasione della partita persa 3-1 contro l'Arsenal Sarandí.

## Statistiche

### Presenze e reti nei club
Statistiche aggiornate al 2 luglio 2025.
| Stagione                       | Squadra                        | Campionato                     | Campionato | Campionato | Coppe nazionali | Coppe nazionali | Coppe nazionali | Coppe continentali | Coppe continentali | Coppe continentali | Altre coppe | Altre coppe | Altre coppe | Totale | Totale | Totale |
| Stagione                       | Squadra                        | Comp                           | Pres       | Reti       | Comp            | Pres            | Reti            | Comp               | Pres               | Reti               | Comp        | Pres        | Reti        | Pres   | Reti   |        |
| ------------------------------ | ------------------------------ | ------------------------------ | ---------- | ---------- | --------------- | --------------- | --------------- | ------------------ | ------------------ | ------------------ | ----------- | ----------- | ----------- | ------ | ------ | ------ |
| 2016                           | Banfield                       | PD                             | 5          | 0          | CA              | -               | -               | CS                 | -                  | -                  | -           | -           | -           | 5      | 0      |        |
| 2016-2017                      | Banfield                       | PD                             | 10         | 0          | CA              | 1               | 0               | -                  | -                  | -                  | -           | -           | -           | 11     | 0      |        |
| 2017-2018                      | Banfield                       | PD                             | 9          | 0          | CA              | 1               | 0               | CL+CS              | 0+2                | 0                  | -           | -           | -           | 12     | 0      |        |
| 2018-2019                      | Banfield                       | PD                             | 23         | 1          | CA+CdS          | 2+1             | 0               | -                  | -                  | -                  | -           | -           | -           | 26     | 1      |        |
| 2019-2020                      | Banfield                       | PD                             | 20         | 1          | CA+CdS+CM       | 2+1+4           | 0               | -                  | -                  | -                  | -           | -           | -           | 27     | 1      |        |
| feb.-giu. 2021                 | Banfield                       | -                              | -          | -          | CdL             | 8               | 0               | -                  | -                  | -                  | -           | -           | -           | 8      | 0      |        |
| Totale Banfield                | Totale Banfield                | Totale Banfield                | 67         | 2          |                 | 20              | 0               |                    | 2                  | 0                  |             | -           | -           | 89     | 2      |        |
| lug.-dic. 2021                 | Argentinos Juniors             | PD                             | 13         | 0          | CA              | 2               | 0               | CL                 | 0                  | 0                  | -           | -           | -           | 15     | 0      |        |
| 2022                           | Argentinos Juniors             | PD                             | 9          | 0          | CA+CdL          | 0+8             | 0+1             | -                  | -                  | -                  | -           | -           | -           | 17     | 1      |        |
| Totale Argentinos Juniors      | Totale Argentinos Juniors      | Totale Argentinos Juniors      | 22         | 0          |                 | 10              | 1               |                    | 0                  | 0                  |             | -           | -           | 32     | 1      |        |
| gen.-ago. 2023                 | Independiente                  | PD                             | 13         | 0          | CA+CdL          | 0               | 0               | -                  | -                  | -                  | -           | -           | -           | 13     | 0      |        |
| sett.-nov. 2023                | Independiente                  | PD                             | 0          | 0          | CA+CdL          | 0+7             | 0               | -                  | -                  | -                  | -           | -           | -           | 7      | 0      |        |
| gen.-giu. 2024                 | Independiente                  | PD                             | 0          | 0          | CA+CdL          | 0               | 0               | -                  | -                  | -                  | -           | -           | -           | 0      | 0      |        |
| Totale Gimnasia (LP)           | Totale Gimnasia (LP)           | Totale Gimnasia (LP)           | 0          | 0          |                 | 7               | 0               |                    | -                  | -                  |             | -           | -           | 7      | 0      |        |
| lug.-dic. 2024                 | Independiente Rivadavia        | PD                             | 9          | 0          | -               | -               | -               | -                  | -                  | -                  | -           | -           | -           | 9      | 0      |        |
| 2025                           | Independiente Rivadavia        | PD                             | 12         | 2          | CA              | 1               | 0               | -                  | -                  | -                  | -           | -           | -           | 13     | 2      |        |
| Totale Independiente Rivadavia | Totale Independiente Rivadavia | Totale Independiente Rivadavia | 21         | 2          |                 | 1               | 0               |                    | -                  | -                  |             | -           | -           | 22     | 2      |        |
| Totale carriera                | Totale carriera                | Totale carriera                | 123        | 4          |                 | 38              | 1               |                    | 2                  | 0                  |             | -           | -           | 163    | 5      |        |